# Meerjarige plant
Een meerjarige plant is een zaadplant, die verscheidene jaren doet over zijn ontwikkeling, maar aan het eind daarvan slechts eenmaal bloeit (hapaxant of monocarpisch). Dit is vaak te herkennen aan de weinig vertakte, maar stevige hoofdwortel, en aan het ontbreken van niet-bloeiende (vegetatieve) stengels aan de basis van bloeiende stengels.
Het zijn veelal planten die thuishoren in warmere streken.
Deze term moet niet verward worden met overblijvende plant, die betrekking heeft op zowel vaste planten als op houtige planten als bomen en struiken, die verhoute stengels hebben.